# Les Soldats français
Les Soldats français (en italien, Soldati francesi del '59 ) est une œuvre de Giovanni Fattori, une peinture à l'huile sur toile de 15,5 × 32 cm, datant de 1859, conservée dans une collection privée à Milan. 